# Rio Sumida

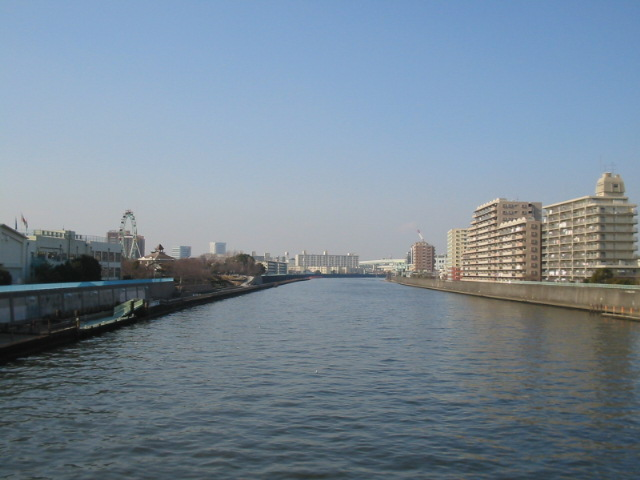
O Rio Sumida visto de Tóquio

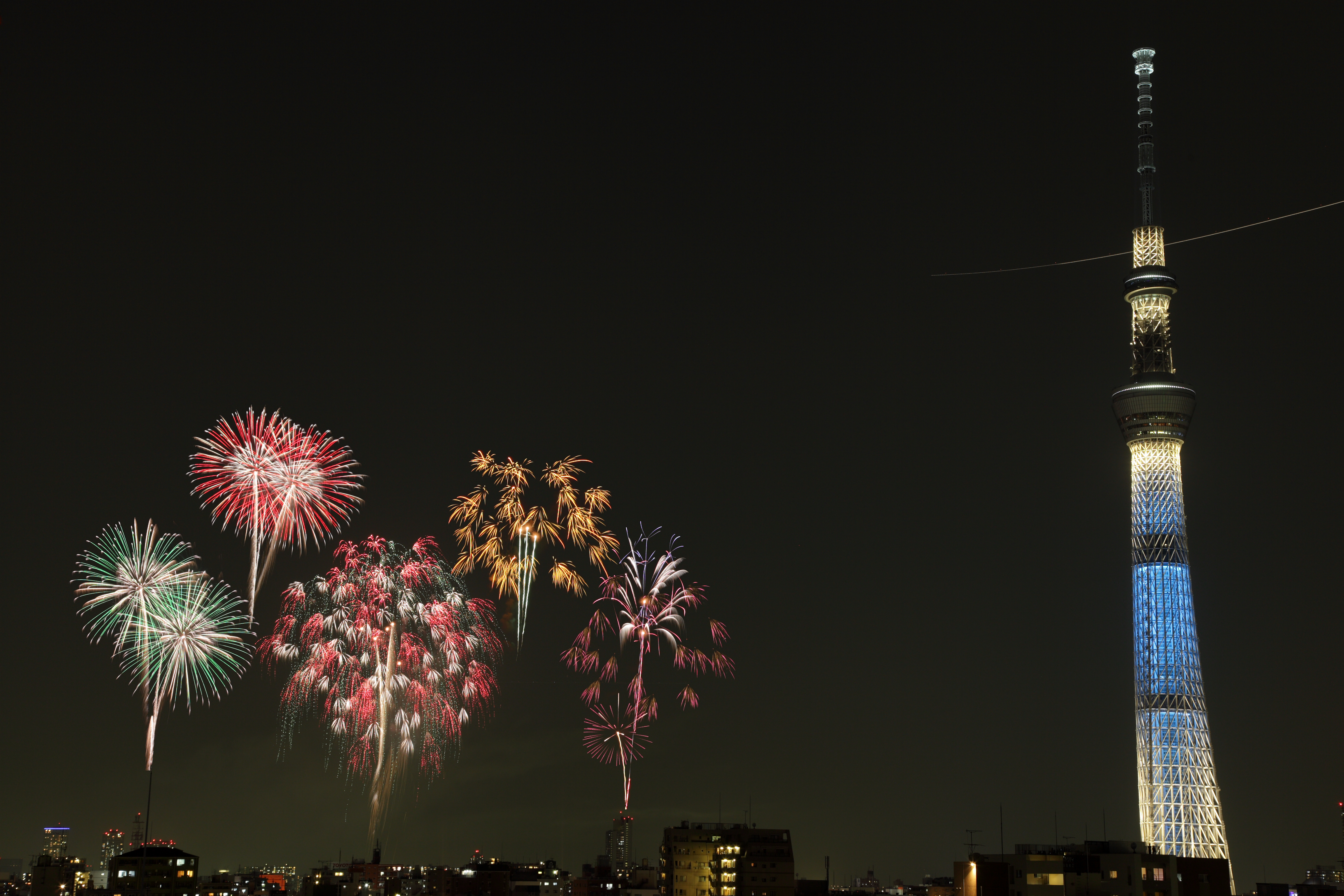
Hanabi Taikai

O Rio Sumida (隅田川, Sumida-gawa) é um rio que flui através de Tóquio, Japão. Se ramifica a partir do rio Arakawa em Iwabuchi e deságua Baía de Tóquio. Seus afluentes incluem os rios Kanda e Shakujii.
O que é agora conhecido como o "Rio Sumida" foi previamente o caminho do Ara-kawa, no entanto, no final do Período Meiji o fluxo principal do Ara-kawa foi desviado para evitar inundações.